# 응우옌푹미엔호앙
응우옌푹미엔호앙(베트남어: Nguyễn Phúc Miên Hoang / 阮福綿𡧽 완복면황, 1836년 5월 20일 ~ 1888년 7월 15일)은 응우옌 왕조의 황족이다. 민망 황제의 72번째 아들로, 생모는 귀인(貴人) 도티떰(杜氏心)이다.

## 생애
민망 17년 음력 4월 6일(1836년 5월 20일), 후에 황성에서 태어났다. 어릴 적에 학문을 좋아하였다.
뜨득 5년(1852년) 음력 2월, 건풍군공(베트남어: Kiến Phong Quận Công / 建豐郡公)으로 봉해졌다.
동카인 3년 음력 6월 7일(1888년 7월 15일), 사망하니 향년 53세였다. 시호를 공량(恭亮)이라 하였고, 트어티엔부 흐엉투이현에 장사지냈다. 흐엉짜현 푸쑤언총(富春總) 쑤언안읍(春安邑)에 사당을 세우고 제사를 지냈다.

## 자녀
아들 12명과 딸 9명을 두었다. 후예들은 백(白) 자부(字部)를 하사받고 그에 따라 이름을 지었다.

### 아들
- 넷째 응우옌푹홍뜨억(阮福洪皭) - 기외후(畿外侯)를 습봉하였다.
- 다섯째 응우옌푹홍지에우(阮福洪𤾫)[3] - 응우옌푹미엔호앙의 동복형인 보안군공(保安郡公) 응우옌푹미엔칵의 양자로 입양되어 응우옌푹홍익(阮福洪益)으로 개명하였고, 기외후(畿外侯)를 습봉하였다.

## 참고 문헌
- 《완복족세보(阮福族世譜)》
- 《대남식록》정편(正編) 열전(列傳) 2집(二集) 권7(卷七)